# Always Watching: A Marble Hornets Story
Pour plus de détails, voir Fiche technique et Distribution.
Always Watching: A Marble Hornets Story est un film d'horreur américain surnaturel en found footage de 2015 réalisé par James Moran et mettant en vedette Chris Marquette, Jake McDorman, Doug Jones, Alexandra Breckenridge et Alexandra Holden. Dans certains pays, il a été rebaptisé Marble Hornets: The Operator. Le film a été diffusé en vidéo à la demande le 7 avril 2015 et ouvert dans certains cinémas le 15 mai 2015,.  
Le film est une adaptation cinématographique de la série Web YouTube Marble Hornets inspirée du mythe en ligne de Slender Man. 

## Distribution
- Chris Marquette : Milo Burns
- Jake McDorman : Charlie MacNeel
- Doug Jones : l'opérateur alias Slender Man
- Michael Bunin (en) : Dan Wittlocke
- Alexandra Breckenridge : Sara
- Alexandra Holden : Rose Wittlocke
- Morgan Bastin : Tara Wittlocke
- Elizabeth Payne : Barbara Sellers
- Damon Gupton : Leonard Herring
- Tim Seitter : Dean
- Mark Christopher Lawrence : Gary Rockwell
- Rick Otto : shérif Lee Dylan
- David Pevsner : Kyle
- Kathryn Gordon : Makaela
- Cynthia Murell : Mary
- George Back : shérif Reggie Deakins
- Mary Payne Moran : Peggy la serveuse
- Angus Scrimm : Percy
- Andrew Zaozirny : commis à la caisse d'épicerie
- Mickey Facchinello (en) : Jamie
- Brendon Huor : Eli
- Blair Bomar : Nikki
- Graham Clarke : Everett
- Shashawnee Hall : Dennis Baru
- Adrian Sparks : fermier Jerry
- Steve Berens : flic

## Accueil
La réception critique pour Always Watching a été principalement négative. Dread Central (en) a donné au film une critique mitigée, en écrivant: « Pour les fans, ce sera une petite histoire bonus amusante qui vous laissera tomber dans le département des substances. Pour les personnes à la recherche d'un film d'horreur amusant, ce ne sera pas super mémorable, mais vous fera passer un bon moment. Si vous n'y pensez pas trop et que vous en faites l'expérience, c'est assez amusant. En tant que nerd du cinéma et de l'horreur, j'ai été déçu, mais le grand public aimera beaucoup cela. Cela a fait assez intéressant pour gagner mon respect, mais trop de mal pour mon adoration. Un bon moment solide, mais pas un chef-d'œuvre ». L'une des plaintes les plus courantes concernant le film était qu'il n'avait pas été à la hauteur de la série Web originale, malgré un budget beaucoup plus élevé.